# Сарінасуф
Сарінасуф (рум. Sarinasuf) — село у повіті Тулча в Румунії. Входить до складу комуни Мурігіол.
Село розташоване на відстані 242 км на схід від Бухареста, 27 км на південний схід від Тулчі, 98 км на північ від Констанци, 92 км на південний схід від Галаца.

## Населення
За даними перепису населення 2002 року у селі проживали 536 осіб.
Національний склад населення села:
| Національність | Кількість осіб | Відсоток |
| -------------- | -------------- | -------- |
| румуни         | 527            | 98,3%    |
| болгари        | 6              | 1,1%     |

Рідною мовою назвали:
| Мова       | Кількість осіб | Відсоток |
| ---------- | -------------- | -------- |
| румунська  | 527            | 98,3%    |
| болгарська | 6              | 1,1%     |